# Daria Diatchenko
Daria Grigorievna Diatchenko (russe : Дарья Григорьевна Дьяченко ; 2 avril 1924 – 2 avril 1944) était un membre du Komsomol clandestin basé à Mykolaïv et chef du groupe jeunesse du chapitre. Elle a reçu à titre posthume le titre d'Héroïne de l'Union soviétique le 1er juillet 1958, par décret du Soviet suprême.

## Enfance et éducation
Diatchenko est née dans une famille de paysans ukrainiens dans le village de Koumari. Elle ne termine pas l'école secondaire à Lviv, où elle vit alors. Après l'invasion allemande de l'Union soviétique en 1941, son père, qui est le président du comité de quartier, est envoyé au front, tandis que Daria et sa mère déménage à Novoandriivka (Oblast de Dnipropetrovsk)[réf. nécessaire] pour vivre avec sa grand-mère. Elle est membre du Komsomol.

## Activités partisanes
Lorsque les Allemands occupent son village, Diatchenko rejoint le mouvement de résistance après une rencontre avec Parfentiy Grechanyy, le chef du Komsomol « Partisan de l'étincelle ». Le groupe est fondé en 1941 par le principal de l'école secondaire du village de Krimka. Chaque cellule est composée de cinq personnes, et après l'obtention de machines à écrire et de radios, ils résument les émissions de Sovinformburo sur papier et diffusent les messages par le biais de prospectus. Ils recueillent également des tracts lancés par des avions soviétiques et les distribuent dans le village,.
Les partisans recueillent l'armement et se forment à l'utilisation de grenades et de fusils avant de s'engager dans des actes de sabotage. Sur une mission de la cellule dirigée par Diatchenko, ils doivent faire dérailler un train transportant des soldats allemands et leurs fournitures. Elle est l'organisatrice d'un groupe de soutien pour l'évasion de 200 prisonniers de guerre soviétiques d'un camp. Après s'être liée d'amitié avec le groupe de gardiens roumains de la prison, Diatchenko et ses camarades les invitent à une fête où ils les font boire avant de libérer les prisonniers,.
Le 25 février, les partisans de son détachement sont arrêtés par la Gestapo. Le 1er mars 1943, Diatchenko est arrêtée et envoyée dans une prison de Tiraspol (dans l'actuelle Moldavie). Elle a l'intention de s'échapper avec ses amis en collectant 6 000 marks allemands pour soudoyer un gardien pour l'aider à s'échapper, mais le complot est découvert. Diatchenko et le garde sont abattus le 2 avril 1944.

## Hommages
- Un monument est érigé à sa mémoire dans la ville de Tiraspol.
- Dans le village de Vradievka, dans la région de Mikolaïv, une rue porte son nom et un monument est érigé[4].
- A Krimska, un obélisque et un musée commémoratif est créé sur son unité de partisans[5].
- A Poustomyty, dans la région de Lviv, un monument est érigé près de l'école où elle étudié avant guerre[6].